# Euxoa lutulenta
Euxoa lutulenta är en fjärilsart som beskrevs av Smith 1890. Euxoa lutulenta ingår i släktet Euxoa och familjen nattflyn. Inga underarter finns listade i Catalogue of Life.